# Phạm Văn Vinh
Phạm Văn Vinh là một tướng lĩnh của lực lượng Công an nhân dân Việt Nam với quân hàm Thiếu tướng. Ông hiện giữ chức vụ Phó Cục trưởng Cục An ninh chính trị nội bộ, Bộ Công an Việt Nam.

## Tiểu sử
Từ tháng 9 năm 2018 đến tháng 5 năm 2019, Phạm Văn Vinh là Đại tá, Phó Cục trưởng Cục An ninh chính trị nội bộ, Bộ Công an Việt Nam.
Từ tháng 6 năm 2019 đến tháng 12 năm 2019, Phạm Văn Vinh là Thiếu tướng, Phó Cục trưởng Cục An ninh chính trị nội bộ, Bộ Công an Việt Nam.

## Lịch sử thụ phong quân hàm
| Năm thụ phong | –      | 2019        |
| ------------- | ------ | ----------- |
| Quân hàm      |        |             |
| Cấp bậc       | Đại tá | Thiếu tướng |